# Stuart Little 3
Série Stuart Little
Stuart Little 2
(2002)
Pour plus de détails, voir Fiche technique et Distribution.
Stuart Little 3 : En route pour l'aventure - ou  Petit Stuart 3 : L'Appel de la forêt au Québec - (Stuart Little 3 : Call of the Wild) est un film d'animation en 3D canadien réalisé par Audu Paden et sorti directement en vidéo en 2005.
C'est la suite de Stuart Little (1999) et Stuart Little 2 (2002).

## Synopsis
La famille Little s’installe pour les vacances dans une maison près d’un lac. Après la rencontre d’une jolie scout, Stuart et George s’inscrivent au camp situé tout près de la maison. Ils ignorent encore que la forêt alentour abrite une bête sauvage extrêmement dangereuse…

## Fiche technique
Sauf indication contraire, les informations mentionnées dans cette section peuvent être confirmées par la base de données cinématographiques IMDb,  présente dans la section « Liens externes ».
- Titre original : Stuart Little 3 : Call of the Wild
- Titre français : Stuart Little 3 : En route pour l'aventure
- Titre québécois : Petit Stuart 3 : L'Appel de la forêt
- Réalisation : Audu Paden
- Scénario : Bob Shaw, Don McEnery, Bill Motz et Bob Roth, d'après une histoire de Douglas Wick, d'après l'oeuvre de E. B. White
- Musique : Atli Örvarsson
- Décors : Vince Toyama
- Son : Alan Decker, Jon Wakeham
- Montage : Robert Gordon et Bruce King
- Production : Douglas Wick, Lucy Fisher, Leslie Hough et Steven Wendland

Production déléguée : Lori Goldklang Furie et Rachel Shane
- Société de production[1] : Mainframe Entertainment
- Sociétés de distribution[1] : 
  - États-Unis (DVD) : Sony Pictures Home Entertainment
  - États-Unis (TV) : BYU TV
  - États-Unis (Vidéo) : Columbia Pictures
- Budget : n/a
- Pays d'origine :  Canada
- Langue originale : anglais
- Format[2] : couleur
- Genre : animation, comédie
- Durée : 72 minutes
- Dates de sortie (sortie directement en vidéo)[3] :
  - France : 8 novembre 2005[4]
  - États-Unis : 21 février 2006
- Classification[5] :
  -  États-Unis : Tous publics (G - General Audiences).
  -  Canada : Tous publics (G - General).
  -  France : Tous publics[6] (Conseillé à partir de 8 ans)[4].

## Distribution

### Voix originales
- Michael J. Fox : Stuart Little
- Geena Davis : Eleanor Little
- Corey Padnos : George Little
- Hugh Laurie : Frederick Little
- Kevin Schon : Snowbell
- Wayne Brady : Reeko
- Virginia Madsen : la Bête
- Peter MacNicol : Bickle, le chef des scouts
- Rino Romano : Monty
- Tara Strong : Brooke
- Sophia Paden : le lapin
- Tom Kenny et Kath Soucie : les animaux de la forêt

### Voix françaises
- Alexis Victor : Stuart Little
- Annie Le Youdec : Eleanor Little
- Alexandre Gillet : George Little
- Erik Colin : Frederick Little
- Serge Faliu : Bickle, le chef des scouts
- Jean-Loup Horwitz : Reeko
- Bernard Alane : Snowbell
- Stéphane Ronchewski : Monty
- Céline Mauge : Brooke
- Jackie Berger : le lapin

## Box-office
- Ventes DVD USA : 820 630 exemplaires soit 11 160 587 $[7]